# George Ticknor

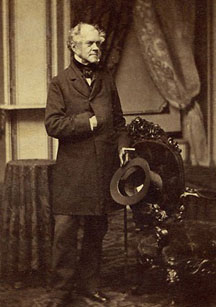
George Ticknor.

George Ticknor (Boston, 1 de agosto de 1791 - ibíd., 26 de janeiro de 1871) foi um historiador, tradutor e hispanista estadunidense.

## Biografia
Professor de literatura espanhola e francesa na Universidade de Harvard. Fez viagens de estudo a Espanha e outros países da Europa em 1818 e entre 1835 e 1838 e acumulou uma grande biblioteca de literatura classica espanhola que doou a Biblioteca Pública de Boston. Sua History of Spanish Literature (1849), impregnada da metodología de positivismo da época e por tanto muito documentada, foi a melhor de seu tempo e, como tal, muito bem recebida em todo o mundo culto, de sorte que foi traduzida a numerosas linguas. A versão espanhola contém também valiosas anotações de Pascual Gayangos, que foi seu tradutor junto com Enrique de Vedia (Madrid, 1851-1857, 4 vols.).
A obra de Ticknor foi a primeira que se compremeteu seriamente a dedicação de historiar em sua integridade e com rigor a literatura espanhola, superando o intento anterior de Bouterwek, e abriu caminho aos mais ambiciosos intentos posteriores. Ele foi quem, inspirando-se em Don Quixote, batizou o periodo comprendido entre 1492 e 1665 como Século de Ouro da literatura espanhola. Foi amigo do historiador e também hispanista William H. Prescott (1796-1859) e do arabista Pascual Gayangos; a Hispanic Society of America tem editado a correspondência que editou come este e com Prescott.

## Obras
- Syllabus of a Course of Lectures on the History and Criticism of Spanish Literature (1823)
- Outline of the Principal Events in the Life of General Lafayette (1825)
- Remarks on Changes Lately Proposed or Adopted in Harvard University (1825)
- The Remains of Nathan Appleton Haven, with a Memoir of his Life (1827)
- Remarks on the Life and Writings of Daniel Webster (1831)
- Lecture on the Best Methods of Teaching the Living Languages, delivered, in 1832, before the American Institute of Education .
- History of Spanish Literature (1849).
- Life of William Hickling Prescott (1864).
- See Life, Letters and Journals of George Ticknor (2 vols., 1876).